# Magnolia (película)
Magnolia es una película estadounidense de 1999 escrita y dirigida por Paul Thomas Anderson que cuenta la historia, aparentemente inconexa, de varios personajes a lo largo de un día normal en el Valle de San Fernando, California. La película está protagonizada por un elenco que incluye a Tom Cruise, Julianne Moore, John C. Reilly, Jason Robards, William H. Macy, Phillip Seymour Hoffman, Alfred Molina y Luis Guzmán. Fue la última película en la que actuó Robards quien falleciera un año después de su estreno. La película trata de nueve vidas que muestran la verdadera cara, la de los sentimientos, todas diferentes pero que tienen en común que todos reconocen lo que sienten en el fondo. A lo largo del metraje se entretejen distintas historias trágicas, aparentemente inconexas, y cómo se relaciona con las supuestas casualidades de la vida. Sus protagonistas son un niño prodigio, el presentador de un concurso de televisión, un ex niño prodigio, un moribundo, la mujer del moribundo, el hijo del moribundo y el enfermero del moribundo.
Inspirada según el director en la película Short cuts (1993) dirigida por Robert Altman la cinta fue candidata a los Premios Óscar y Grammy, y obtuvo el Oso de Oro del Festival de Berlín y el Premio FIPRESCI recibido por Anderson y el Globo de Oro como actor secundario recibido por Cruise.

## Trama
La película comienza con tres historias no relacionadas de muertes en circunstancias sincrónicas.
El oficial Jim Kurring investiga un disturbio en el apartamento de una mujer y encuentra un cuerpo en un armario. Dixon, un chico del barrio, intenta decirle quién cometió el asesinato. Jim va al apartamento de Claudia Wilson. Sus vecinos llamaron a la policía después de que discutiera con su padre, Jimmy Gator, del que estaba distanciada, y pusiera música a todo volumen mientras esnifaba cocaína. Sin darse cuenta de su adicción, Jim le pide una cita.
Jimmy presenta un programa de concursos llamado ¿Qué saben los niños? y se está muriendo de cáncer. El niño prodigio más nuevo del programa, Stanley Spector, es acosado por su padre por el dinero del premio y humillado por los adultos, quienes le impiden usar el baño durante una pausa comercial. Cuando se reanuda el espectáculo, se orina. A medida que continúa el espectáculo, Jimmy está borracho y ordena que el espectáculo continúe después de que se derrumba. Después de que el padre de Stanley lo regaña, Stanley se escapa.
Donnie Smith, ex campeón de ¿Qué saben los niños?, mira el espectáculo desde un bar. Los padres de Donnie se llevaron todo el dinero de su premio. Ha sido despedido de su trabajo debido a problemas de rendimiento y está enamorado de un cantinero con aparatos de ortodoncia. Donnie está obsesionado con ponerse aparatos ortopédicos, pensando que el cantinero también lo amará. Trama un plan para robarle dinero a su jefe para la cirugía.
El ex productor del programa, Earl Partridge, también se está muriendo de cáncer. La esposa de Earl, Linda, recoge sus recetas mientras un enfermero, Phil Parma, lo cuida. Earl le pide a Phil que encuentre a su hijo, Frank Mackey, un orador motivacional y experto en seducción. Frank es entrevistado por un periodista que sabe que Frank cuidó de su madre moribunda después de que Earl se fuera. Frank sale furioso de la entrevista, después de lo cual Phil intenta contactarlo.
Linda va a ver al abogado de Earl con la esperanza de cambiar el testamento de Earl. Se casó con Earl por su dinero, pero ahora lo ama y no lo quiere. El abogado sugiere que renuncie al testamento y rechace el dinero, que iría a Frank. Linda rechaza su consejo y reprende a Phil por buscar a Frank, pero luego se disculpa. Conduce hasta un estacionamiento vacío y toma puñados de medicinas con alcohol. Dixon encuentra a Linda al borde de la muerte en su automóvil, la roba y llama a una ambulancia.
Jim pierde su arma al intentar atrapar a un sospechoso. Cuando conoce a Claudia, prometen ser honestos el uno con el otro, por lo que confiesa su ineptitud como policía y admite que no ha tenido una cita desde que se divorció tres años antes. Claudia dice que la odiará por sus problemas, pero Jim le asegura que su pasado no importa. Se besan, pero ella sale corriendo.
Jimmy va a casa con su esposa, Rose, y confiesa que la engañó. Ella pregunta por qué Claudia no habla con él y Jimmy admite que Claudia cree que abusó de ella. Rose exige saber si es verdad, pero Jimmy no puede recordar. Rose lo deja.
Donnie saca dinero de la caja fuerte de su empleador. Mientras se aleja, se arrepiente y decide devolver el dinero pero no puede volver a entrar. Mientras trepa por un poste de electricidad hasta el techo, Jim lo ve. De repente, las ranas comienzan a caer del cielo. Donnie cae del poste y se rompe los dientes. Cuando Jimmy está a punto de pegarse un tiro, las ranas caen a través de su tragaluz, lo que hace que dispare a la televisión y provoque un incendio en la casa. Rose choca su auto afuera del apartamento de Claudia, pero logra entrar y se reconcilia con su hija. Earl se despierta y ve a Frank a su lado antes de morir. La ambulancia de Linda se estrella frente al hospital. Donnie es rescatado por Jim y el arma de Jim cae del cielo.
Jim ayuda a Donnie a devolver el dinero. Frank va al hospital para estar con Linda, quien se recuperará. Stanley despierta a su padre para decirle que debe ser amable con él, pero su padre le dice que se vaya a la cama. Jim va a ver a Claudia y le dice que quiere que las cosas funcionen entre ellos. Mientras Jim explica, Claudia sonríe.

## Reparto
- Tom Cruise como Frank T.J. Mackey
- Julianne Moore como Linda Partridge
- John C. Reilly como Oficial Jim Kurring
- Jason Robards como Earl Partridge
- Jeremy Blackman como Stanley Spector
- Melinda Dillon como Rose Gator
- April Grace como Gwenovier
- Luis Guzmán como Luis
- Philip Baker Hall como Jimmy Gator
- Thomas Jane como Young Jimmy
- Philip Seymour Hoffman como Phil Parma
- Ricky Jay como Burt Ramsey / Narrador
- Emmanuel Johnson como Dixon
- William H. Macy como "Quiz Kid" Donnie Smith
- Benjamin Niedens como joven Donnie
- Alfred Molina como Solomon Solomon
- Michael Murphy como Alan Kligman, Esq.
- Melora Walters como Claudia Wilson Gator
- Miriam Margolyes como Faye Barringer
- Michael Bowen como Rick Spector
- Henry Gibson como Thurston Howell
- Felicity Huffman como Cynthia
- Eileen Ryan como Mary
- Danny Wells como Dick Jennings
- Clark Gregg como WDKK Floor Director
- Patton Oswalt como Delmer Darion
- Jim Beaver como Smiling Peanut Patron #1
- Neil Flynn como Daniel Hill

## Recepción
La película obtiene valoraciones muy positivas en los portales de información cinematográfica y entre la crítica profesional. En el agregador de reseñas Rotten Tomatoes obtiene la calificación de "fresco" para el 83 % de las 149 críticas profesionales y para el 89 % de los más de 100 000 votos registrados en los usuarios del portal web. En Internet Movie Database obtiene una calificación de 8,0 sobre 10 computados 308 157 votos de los usuarios del portal. En FilmAffinity con 47 554 votos obtiene una puntuación de 7,6 sobre 10.
El periodista y crítico Carlos Boyero en su reseña para el diario El Mundo la calificó de "brillante y demoledora" y, en el mismo diario, la crítica Beatrice Sartori la consideró "prodigiosa, inventiva e ingeniosa. Magnolia es un clásico instantáneo". Carlos Marañón para la revista Cinemanía la consideró "obra maestra". Oti Rodríguez Marchante en el diario ABC la alabó considerando que "es un peliculón (...) Cruise está enorme (...) Moore se come sus escenas a bocados". Miguel Ángel Palomo en el diario El País indicó que se trata de un "insólito retrato de historias paralelas con el tormento interior y el perdón como telón de fondo. El filme esconde múltiples lecturas y disecciona a un grupo de personajes que se mueve a medio camino entre lo patético y lo conmovedor. Una lección magistral que une una puesta en escena elegante y precisa y un conjunto de interpretaciones a cual más brillante". El director y crítico Ángel Fernández-Santos, también en El País, alabó las interpretación de Cruise y Robards destacando "logran un gran dúo en la bella y extraña 'Magnolia' (...) cine lírico, casi intimista, pero con anchura y duración de obra épica". En 2008, la redacción de la revista Fotogramas le concedió cinco estrellas de cinco destacando "la vertiginosa presentación de los nueve personajes con quienes vamos a compartir tres horas de metraje es el aperitivo que anticipa una compleja arquitectura narrativa en la que el concepto de secuencia ha sido reinventado: un hecho (por ejemplo, un concurso de preguntas y respuestas) se expande a lo largo y ancho de una sola unidad de tiempo, estalla en millones de hechos simultáneos que se superponen y se dispersan como asteroides empujados por un sol en crisis. La prodigiosa estructura de Magnolia (...) multiplica el significado de cada uno de los gestos y palabras de sus personajes".

## Banda sonora original
Existen dos publicaciones distintas que contienen la banda sonora original. En 1999 se publicó la primera versión que incluye el siguiente listado de composiciones:
| Nº | Intérprete |  | Título                                  | Duración | Autor                |
| 1  | Aimee Mann |  | «One»                                   | 2:53     | Harry Nilsson        |
| 2  | Aimee Mann |  | «Momentum»                              | 3:27     | Aimee Mann           |
| 3  | Aimee Mann |  | «Build That Wall»                       | 4:25     | Aimee Mann           |
| 4  | Aimee Mann |  | «Deathly»                               | 5:28     | Aimee Mann           |
| 5  | Aimee Mann |  | «Driving Sideways»                      | 3:47     | Aimee Mann           |
| 6  | Aimee Mann |  | «You Do»                                | 3:41     | Aimee Mann           |
| 7  | Aimee Mann |  | «Nothing Is Good Enough» (Instrumental) | 3:10     | Aimee Mann           |
| 8  | Aimee Mann |  | «Wise Up»                               | 3:31     | Aimee Mann           |
| 9  | Aimee Mann |  | «Save Me»                               | 4:35     | Aimee Mann           |
| 10 | Supertramp |  | «Goodbye Stranger»                      | 5:50     | Supertramp           |
| 11 | Supertramp |  | «Logical Song»                          | 4:07     | Supertramp           |
| 12 | Gabrielle  |  | «Dreams»                                | 3:53     | Tim Laws y Gabrielle |
| 13 | Jon Brion  |  | «Magnolia»                              | 2:12     | Jon Brion            |

Solo dos de estas canciones fueron escritas expresamente para la película: «You Do» y «Save Me» (esta última fue nominada al Oscar a la mejor canción), pero la película está inspirada y basada en las canciones que Aimee Mann mostró al director mientras trabajaba en el que iba a ser su siguiente álbum. El director incluyó algunas de las letras compuestas por Mann en los diálogos, como es el caso de «Deathly». La línea "Now that I've met you/Would you object to/Never seeing each other again", aparece en la escena de la cita en la cafetería. Muchas de esas canciones acabaron en la banda sonora de Magnolia y en el disco de Aimee Mann Bachelor No.2. El momento en el que los personajes de la película cantan «Wise Up» fue pensado para la película Jerry Maguire (1996), pero su discográfica denegó el permiso a Mann para incluirla.
En 2000 se publicó la banda sonora completa compuesta por Jon Brion para la película con el siguiente listado de composiciones:
| Nº | Intérprete |  | Título                                   | Duración | Autor     |
| 1  | Jon Brion  |  | «A Little Library Music/Going to a Show» | 5:35     | Jon Brion |
| 2  | Jon Brion  |  | «Showtime»                               | 10:28    | Jon Brion |
| 3  | Jon Brion  |  | «Jimmy's Breakdown»                      | 4:24     | Jon Brion |
| 4  | Jon Brion  |  | «WDKK Theme»                             | 0:45     | Jon Brion |
| 5  | Jon Brion  |  | «I've Got a Surprise for You Today»      | 6:12     | Jon Brion |
| 6  | Jon Brion  |  | «Stanley/Frank/Linda's Breakdown»        | 11:00    | Jon Brion |
| 7  | Jon Brion  |  | «Chance of Rain»                         | 4:10     | Jon Brion |
| 8  | Jon Brion  |  | «So Now Then»                            | 3:51     | Jon Brion |
| 9  | Jon Brion  |  | «Magnolia»                               | 2:12     | Jon Brion |

## Premios

### Oscar 1999
- Nominada, Oscar al mejor actor de reparto: Tom Cruise.
- Nominada, Oscar al mejor guion original: Paul Thomas Anderson.
- Nominada, Oscar a la mejor canción: Aimee Mann, por la canción «Save Me».

### 2000Globo de Oro
- Ganador, Globo de Oro al Mejor actor secundario: Tom Cruise.
- Nominada, Globo de Oro a la mejor canción: Aimee Mann, por la canción «Save Me».

### 2000Festival Internacional de Cine de Berlín
- Ganador, Oso de Oro: Paul Thomas Anderson.

### 2001Grammys
- Nominada, Mejor Canción de Película, Televisión u Otro Medio Visual: Aimee Mann, por la canción «Save Me».